# Richard Bradshaw (cầu thủ bóng đá)
Richard Bradshaw là một cầu thủ bóng đá người Anh, thi đấu cho Blackpool, câu lạc bộ duy nhất của ông, từ năm 1908 đến năm 1911. Cầu thủ sinh ra ở Padiham có 29 lần ra sân tại Football League cho the Seasiders.